# Железничка станица Косјерић
Железничка станица Косјерић је једна од железничких станица на прузи Београд—Бар. Налази се насељу Косјерић у општини Косјерић. Пруга се наставља у једном смеру ка Каленићу и у другом према Ражани. Железничка станица Косјерић састоји се из 6 колосека.

## Повезивање линија
- Пруга Београд—Бар